# Frostvikens landsfiskalsdistrikt
Frostvikens landsfiskalsdistrikt var 1918–1964 ett landsfiskalsdistrikt i Jämtlands län, bildat när Sveriges indelning i landsfiskalsdistrikt trädde i kraft den 1 januari 1918, enligt beslut den 7 september 1917. Den 1 januari 1965 avskaffades i Sverige samtliga landsfiskaler och landsfiskalsdistrikt, och deras arbetsuppgifter delades upp på de nyskapade indelningarna polisdistrikt, åklagardistrikt och kronofogdedistrikt.
Landsfiskalsdistriktet låg under länsstyrelsen i Jämtlands län.

## Ingående områden
Den 1 januari 1928 upphörde de jämtländska lappförsamlingarnas status som fristående från Sveriges kommuner, och Frostvikens lappförsamling ingick därefter i Frostvikens landskommun.

### Från 1918
- Frostvikens landskommun
- Frostvikens lappförsamling

### Från 1928
- Frostvikens landskommun